# Sudanul de Sud
Sudanul de Sud (în engleză South Sudan, arabă جنوب السودان, Dschanub as-Sudan) este o țară din Africa, fără ieșire la mare, independentă începând cu 9 iulie 2011, având capitala la Juba.
Este a 193-a națiune recunoscută de ONU și al 54-lea stat membru al ONU din Africa. Se învecinează la nord cu Sudanul, la est cu Etiopia, la sud cu Kenya, Uganda și Republica Democrată Congo și la vest cu Republica Centrafricană.
Referendumul din Sudanul de Sud, 2011 a avut loc între 9 și 15 ianuarie 2011 și a fost organizat în urma acordului de pace de la Naivașa, din 2005, între guvernul de la Khartum și Mișcarea de Eliberare a Poporului Sudanez, acord care încheia o jumătate de secol de răscoale (Războiul Civil din Sudanul de Sud) reprimate sângeros. Conform rezultatelor finale ale referendumului, 99% dintre alegători, locuitori ai zonei de sud a Sudanului, au ales separarea de Sudan. Președintele Sudanului, Omar el-Bechir a ratificat rezultatul referendumului și implicit independența Sudanului de Sud.

## Istorie
Sudanul de Sud a fost parte a Egiptului britanic și mai apoi al Sudanului. Regiunea a fost afectată negativ de două războaie civile de la obținerea independenței Sudanului - guvernul sudanez s-a luptat cu armata rebelă Anyanya în primul Război Civil (1955 - 1972) și cu Armata Populară de Eliberare din Sudan în a al doilea război civil, care a durat aproape douăzeci și unu de ani și care a rezultat in neglijențe grave, lipsă de dezvoltare de infrastructură, precum și distrugeri majore. Mai mult de 2,5 milioane de oameni au fost uciși și mai mult de 5 milioane de oameni au fost strămutați pe plan extern, în timp ce alții au fost strămutați la nivel intern, mulți devenind refugiați ca urmare a războiului civil.
Un referendum a avut loc intre 9-15 ianuarie 2011 pentru a determina dacă Sudanul de Sud ar trebui să-și declare independența față de Sudan. Populația s-a exprimat pentru independență, cu un rezultat de 98,83% . (Rezultatele referendumului au fost publicate în data de 30 ianuarie 2011.) Cei care locuiesc în nord și expatriații care trăiesc de peste mări au votat, de asemenea. Aceasta a condus la o independență formală la 9 iulie, deși anumite litigii încă mai persistă, cum ar fi schimbul veniturilor din petrol, deoarece un procent estimat de 80% din petrolul fostei națiuni era asigurat de Sudanul de Sud, ceea ce ar reprezenta un potențial economic uimitor pentru una dintre zonele cele mai defavorizate. Regiunea Abyei rămâne în litigiu și un referendum separat va avea loc în Abyei dacă doresc să se alăture Sudanului sau Sudanului de Sud.

## Armata
Un document al Apărării a fost inițiat în 2007 de către ministrul SPLA de atunci, Dominic Dim Deng, și un proiect a fost introdus în anul 2008. Deng a declarat că Sudanul de Sud va menține forțele terestre, aeriene și riverane. Constituția recunoaște faptul ca SPLA este armata legală a țării, sub numele de Forțele Armate ale Sudanului de Sud, care este în proces de a deveni o armată regulată.
Armata sud-sudaneză a luptat atât cu triburile rebele din țară, cât și cu forțele armate instruite de către Mișcarea Democratică din Sudanul de Sud (SSDM). Ciocnirile dintre triburi după independență sunt o problemă gravă. Sudanul de Sud a avut ciocniri recente cu Republica Sudan din cauza orașului petrolier Heglig. Forțele sudaneze au avut lupte cu armata pentru a recupera orașul. Totuși, având în vedere că Sudanul a recuperat Heglig, acesta a continuat campania, având loc chiar și bombardamente aeriene.

## Politica
Adunarea Legislativă a Sudanului de Sud a ratificat pe 7 iulie 2011 o Constituție de tranziție. Constituția a fost semnată de către președinte cu ocazia Zilei de Independență și, prin urmare, a intrat în vigoare. Aceasta este legea supremă a țării, înlocuind Constituția interimară din 2005. Constituția stabilește un sistem de guvernare prezidențială, condus de un președinte, care este șef de stat, un primul-ministru și un comandant al forțelor armate. Constituția a stabilit, de asemenea, că Parlamentul cuprinde două Camere: o adunare aleasă în mod direct, Adunarea Națională Legislativă și o a doua cameră formată din reprezentanții statelor, Consiliul Statelor.

## Împărțire administrativă

Sudanul de Sud este împărțit în zece state, care corespund celor trei regiuni istorice ale Sudanului: Bahr el Ghazal, Ecuatoria și Nilul Superior.
Statele sunt:
- Bahr el Ghazal

1.Bahr el Ghazal de Nord
2.Bahr el Ghazal de Vest
3.Lacurile
4.Warrap
- Ecuatoria

1.Ecuatoria Vestică
2.Ecuatoria Centrală (conține capitala Juba)
3.Ecuatoria Estică
- Nilul Superior

1.Jonglei
2.Unitate
3.Nilul Superior

## Demografia
Sudanul de Sud are o populație de aproximativ 11 milioane de oameni (mai mult de 2 milioane de oameni au murit în cadrul războiului civil), majoritatea creștină (spre deosebire de Sudanul musulman) care trăiește predominant în mediul rural.
Populația Sudanului de Sud este una eterogenă, compusă din numeroase triburi și populații. Tribul Dinka este cel mai numeros, cu o populație de aproximativ 1 milion. Alte triburi mari sunt Shilluk, Nuer, Acholi, Lothu.

## Economia
Această regiune, având o economie de subzistență, a fost afectată de război, fapt care a condus la o neglijare a dezvoltării infrastructurii,.
În ziua declarării independenței, starea economiei Sudanului de Sud era dezastruoasă, în toată țara există circa 50 km de șosea asfaltată, foamete, administrația, învățământul public, sanitația și organizarea medicală sunt precare.
Deoarece pe teritoriul Sudanului de Sud se află circa 80% din câmpurile petrolifere sudaneze, în timp ce industria de cracare și rețeaua de distribuție trece prin Sudan, în prezent se desfășoară negocieri între Sudan și Sudanul de Sud pentru a ajunge la un acord în privința modului în care se vor împărți veniturile obținute în urma exploatării petrolului.
Sudanul de Sud exportă lemn pe piața internațională. Țara conține, de asemenea, multe resurse de naturale cum ar fi petrol, minereu de fier, cupru, minereu de crom, zinc, argint, aur, etc. Economia țării, ca și în multe alte țări în curs de dezvoltare, este puternic dependentă de agricultură.
Câmpurile petroliere din țară au păstrat economia regiunii în viață încă din 1999. Cu toate acestea, cu toate că Sudanul de Sud a devenit o națiune independentă în iulie 2011, negociatorii din nord și din sud nu au reușit imediat să ajungă la un acord cu privire la cum sa împartă veniturile din aceste câmpuri petroliere.

### Moneda
Lira sud-sudaneză (în engleză South Sudanese pound) este deviza oficială a Sudanului de Sud, care a intrat în circulație la 18 iulie 2011, ca urmare a proclamării independenței acestei țări, la 9 iulie 2011. Lira sud-sudaneză este împărțită în 100 de piaștri · . Are cod ISO 4217: SSP.
Lira sud-sudaneză a înlocuit lira sudaneză, la rata de schimb de 1 liră sud-sudaneză = 1 liră sudaneză. Lira sudaneză, care înlocuise dinarul sudanez, urmează, în curând, să fie și ea înlocuită cu o nouă monedă. 

Efigia lui John Garang, liderul istoric al rebeliunii sud-sudaneze timp de douăzeci de ani, figurează pe noile bancnote  sud-sudaneze.

## Geografie
Sudanul de Sud se află între latitudinile 3° și 13° N și longitudinile 24° și 36° E. Țara este acoperită cu păduri tropicale, mlaștini și pășuni. Nilul Alb traversează țara, trecând prin Juba.
Parcul Național Bandingilo găzduiește a doua cea mai mare faună din lume. Sondajele au arătat că Boma National Park, la vest de frontiera etiopiană, precum și zonele umede Sud și Parcul Național de Sud, în apropiere de granița cu Congo, au condiția de habitat pentru hartebeest, KOB, Topi, bivoli, elefanți, girafe, lei. Pădurile Sudanului de Sud, de asemenea, sunt rezerve de habitat pentru porcii Bongo, giganți forestieri, porcii Red River, elefanți de pădure, cimpanzei și maimuțe de pădure. Sondajele începute în 2005 de către WCScu parteneriat cu guvernul semi-autonom din Sudanul de Sud au arătat că populațiile sălbatice, diminuate, încă mai există și că, uimitor, migrația uriașă de 1,3 milioane de antilope de sud-est este în mod substanțial intactă.

## Limba
Articol principal: Limbile Sudanului de Sud
Limba oficială este limba engleză. Sunt recunoscute și alte limbi ca araba, limbile triburilor sud-sudaneze sau dialectul dinka. Limba arabă este cunoscută din școală, dar este rar întâlnită ca limbă nativă, din cauza populației majoritare negre.

## Religie și cultură
Religiile principale sunt cele tradițional sud-sudaneze, creștinismul și islamismul. Ultimul recensământ care a menționat religia sudicilor datează din 1956, unde majoritatea erau clasificați ca urmând credințe tradiționale sau erau creștini, în timp ce 18% erau musulmani.